# Mahabharat (film, 1965)
Pour les articles homonymes, voir Mahabharat.
Pour plus de détails, voir Fiche technique et Distribution.
Mahabharat est un film indien réalisé par Babubhai Mistry en 1965. C'est une adaptation cinématographique de l'épopée du Mahabharata, l'une des principales épopées d'Inde antique.

## Synopsis
Le film reprend les principaux épisodes de l'épopée, à savoir la lutte entre les cinq frères Pandava et les cent frères Kaurava, sans pouvoir en relater les origines ni tous les détails. 
Le film commence à Hastinapura avec le concours de tir à l'arc où rivalisent les Pandava et les Kaurava, tous ayant reçu l'enseignement du maître d'armes Drona. Suit la lutte entre Bhima et Duryodhana, que l'assistance interrompt lorsqu'elle menace de dégénérer en un combat réellement violent. Survient alors Karna, fils adoptif d'un simple charretier mais ayant pour père divin le dieu soleil. Karna défie le Pandava Arjuna au combat, mais l'assistance refuse de prendre son défi au sérieux puisqu'il ne fait pas partie de la caste de kshatrya (guerriers). Karna est alors accueilli par Duryodhana, l'un des Kaurava, et se range ainsi de leur côté. Vient ensuite l'épisode de l'incendie du palais de Varanavata manigancé par Shakuni, l'oncle rusé de Duryodhana, afin de tuer les Pandava. Les Pandava doivent fuir vers la forêt. 
Dans la forêt, Bhima, l'un des Pandava, y rencontre deux rakshasha (démons), Hidimba et Hidimbaa, qui sont frère et sœur. Hidimbaa tombe amoureuse de Bhima (chanson Champakali chhup chhup jaye re, "Les fleurs en bouton se dissimulent timidement"). Bhima tue Hidimba et, malgré cela, entame une liaison avec Hidimbaa, qui est bénie par Kunti, mère des Pandava. Leur union donne naissance à un fils, Ghathotkacha. Quelque temps après, Krishna, cousin et allié des Pandava (et incarnation de Vishnu), rencontre Ghathotkacha dans la forêt et apprend ainsi que les Pandava ont survécu. Il les rencontre, déguisés en brahmanes. Vient ensuite le concours de tir à l'arc au cours duquel Arjuna remporte la main de Draupadi, qui devient accidentellement l'épouse des cinq Pandava à la fois lorsque Kunti, sans savoir encore ce qu'Arjuna a gagné, lui indique aussitôt qu'il devra le partager avec ses frères. 
Grâce à ce mariage avec la fille d'une famille puissante, les Pandava, désormais en position de force, reviennent à Hastinapura et exigent leur part d'héritage auprès des Kaurava. Ils obtiennent la forêt de Khandavaprasth, qu'ils transforment bientôt en une nouvelle ville, Indraprastha. Pendant une cérémonie de sacrifice "Rajasuya" en l'honneur de leur hôte Krishna, les Pandava se font insulter à plusieurs reprises par le roi Shishupala de Cedi et finissent par le décapiter. Krishna, légèrement blessé, est aidé par Draupadi qui déchire un pan de son sari (tunique) pour le bander. Lorsque Duryodhana vient rendre visite aux Pandava à Indraprastha, Arjuna lui fait visiter le Maya Mahal (le Palais des illusions) où le Kaurava est victime d'illusions d'optique et de farces méchantes. Il repart en jurant de se venger.
Les Kaurava méditent alors une ruse pour dépouiller les Pandava de tous leurs biens : ils défient le roi Yudhishthira (l'un des Pandava) à une partie de dés, car ils le savent joueur. Yudhishthira ne résiste pas et mise des richesses de plus en plus démesurées, tandis que les Kaurava, qui trichent, gagnent toujours. Yudhishthira finit par miser tout son royaume, qu'il perd, puis ses frères, puis Draupadi elle-même, et perd tout. Draupadi est humiliée en public par Duhshasana, l'un des Kaurava, mais elle est protégée par Krishna. Furieuse, elle jure de ne plus s'attacher les cheveux jusqu'à ce qu'elle puisse les laver dans le sang de Duhshasana. Un arrangement implacable est trouvé : les Pandava doivent partir en exil pour douze ans, puis passer encore une treizième année dans le royaume mais déguisés sans se faire reconnaître, après quoi ils recouvreront leurs biens ; mais s'ils sont vus et reconnus dans le royaume plus tôt, ils devront subir douze ans d'exil supplémentaires. Des douze années d'exil sont racontés seulement deux épisodes : une rencontre entre Bhima et son demi-frère Hanuman, le dieu singe ; et une tentative de Jayadratha (beau-frère de Duryodhana) pour enlever Draupadi, complot que Bhima fait échouer. La treizième année se résume à une autre tentative d'enlèvement de Draupadi, cette fois par Kichaka, également vaincu par Bhima. 
Lorsque les Pandava rentrent d'exil, la guerre contre les Kaurava devient inévitable et les deux camps se préparent. Arjuna et Duryodhana sollicitent tous deux l'aide de Krishna. Le prince leur donne le choix entre son aide à lui, sachant qu'il ne prendra pas part à la bataille, ou bien le commandement sur la vaste armée dont il dispose. Arjuna choisit Krishna lui-même tandis que Duryodhana choisit l'armée ; mais Arjuna a fait le choix le plus sage puisque Krishna est une incarnation de Vishnu. L'ultime tentative de négociation menée par Krishna auprès des Kaurava échoue : c'est la guerre.
Les Pandava et les Kaurava s'affrontent finalement lors de la bataille de Kurukshetra. Krisha prodigue son enseignement essentiel à Arjuna (la Bhagavad-gita) avant le combat. Le vieux Bhishma meurt héroïquement, puis Abhimanyu et Karna. La mort de Drona n'est pas montrée mais évoquée par Yudhishthira. Le film ne reprend pas l'ambiguïté morale du comportement des deux camps pendant la bataille et fait des Kaurava le camp maléfique. Il se conclut après la mort du dernier Kaurava, frappé sur son point vulnérable (à la cuisse) par Bhima. Les Pandava victorieux règnent sur Hastinapura. Le film se termine sur cette victoire, sans reprendre la fin de l'épopée qui évoque la fin des vies des différents Pandava.

## Fiche technique
- Titre original : Mahabharat
- Réalisation : Babubhai Mistry
- Scénario : Vishwanath Pande et Pandit Madhur, d'après une histoire de Narotam Vyas et Ramnik Vaidya adaptée du Mahabharata
- Dialogues : Pandit Madhur et C. K. Mast
- Musique originale : Chitragupta
- Chansons : Bharat Vyas
- Effets spéciaux : Babubhai Mistry
- Image : Peter Parriera et Narendra Mistry
- Production : A. A. Nadiadwala
- Studio de production : A. G. Films
- Pays : Inde
- Langue : hindi
- Format : Technicolor
- Son : mono
- Durée : 163 minutes
- Année de sortie : 1965

## Distribution
- Pradeep Kumar : Arjuna
- Padmini : Draupadi
- Dara Singh : Bhima
- Abhi Bhattacharya : Krishna
- Manher Desai : Karna
- Bhushan Tiwari : Duryodhana
- Jeevan : Shakuni
- Achala Sachdev : Kunti
- Mumtaz Begum : Ghandari
- Sujata Rubener : Uttara
- Anoop Kumar : le frère d'Uttara
- Moolchand : Maharaj Jarasandh

## Éditions en vidéo
Le film est édité en DVD par Baba Traders en version hindi sous-titrée en anglais.